# 10035 Davidgheesling
A 10035 Davidgheesling (ideiglenes jelöléssel (10035) 1982 DC2) a Naprendszer kisbolygóövében található aszteroida. Antonín Mrkos fedezte fel 1984. január 26-án.

## Kapcsolódó szócikk
- Kisbolygók listája (10001–10500)